# Harkakötöny
Harkakötöny is een plaats (község) en gemeente in het Hongaarse comitaat Bács-Kiskun. Harkakötöny telt 1014 inwoners (2002).